# Alcubilla de las Peñas
Alcubilla de las Peñas bezeichnet einen Bergort und eine Gemeinde (municipio) mit nur noch 59 Einwohnern (Stand: 2024) im Südosten der Provinz Soria in der Autonomen Gemeinschaft Kastilien-León. Zur Gemeinde gehören neben dem Hauptort Alcubilla de las Peñas die Ortschaften Mezquetillas und Radona. 

## Lage und Klima
Alcubilla de las Peñas liegt in der Berglandschaft im Südwesten der Provinz Soria in einer Höhe von ca. 1125 m. Die Entfernung zur nördlich gelegenen Provinzhauptstadt Soria beträgt ca. 60 km (Fahrtstrecke). Durch die Gemeinde führt die Autovía A-15. Das Klima ist gemäßigt bis warm; Regen (ca. 489 mm/Jahr) fällt übers Jahr verteilt.

## Bevölkerungsentwicklung
| Jahr      | 1970 | 1981 | 1991 | 2001 | 2011 | 2021 |
| Einwohner | 120  | 142  | 115  | 102  | 84   | 51   |

Die zunehmende Mechanisierung der Landwirtschaft und der daraus resultierende Verlust an Arbeitsplätzen haben in hohem Maße zu dem deutlichen Rückgang der Bevölkerung in der zweiten Hälfte des 20. Jahrhunderts beigetragen.

## Sehenswürdigkeiten
- Kirche der Unbefleckten Empfängnis in Alcubilla de las Peñas
- Kirche der Unbefleckten Empfängnis in Mezquetillas
- Kirche Mariä Erscheinung in Radona

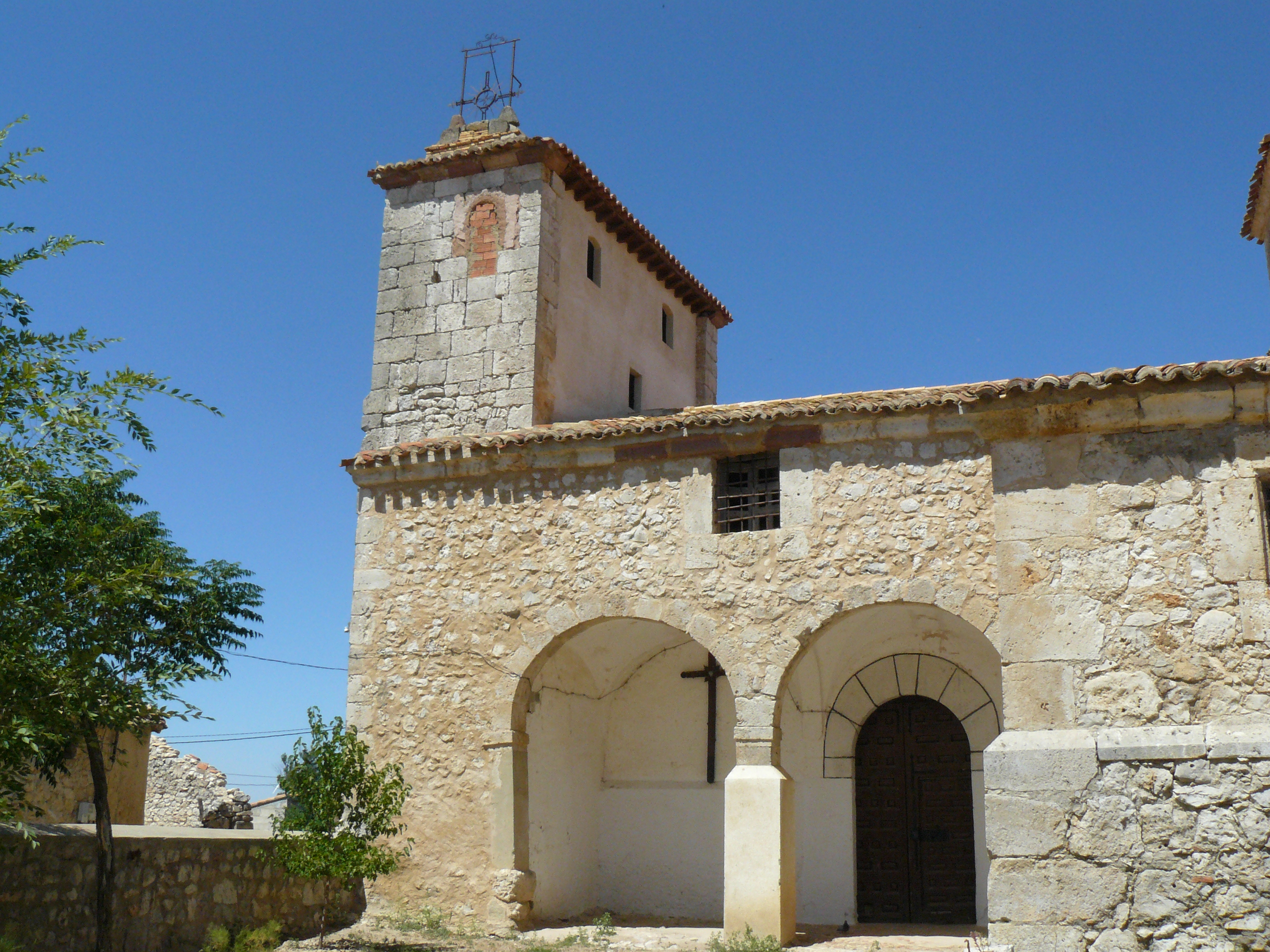
Kirche Mariä Erscheinung
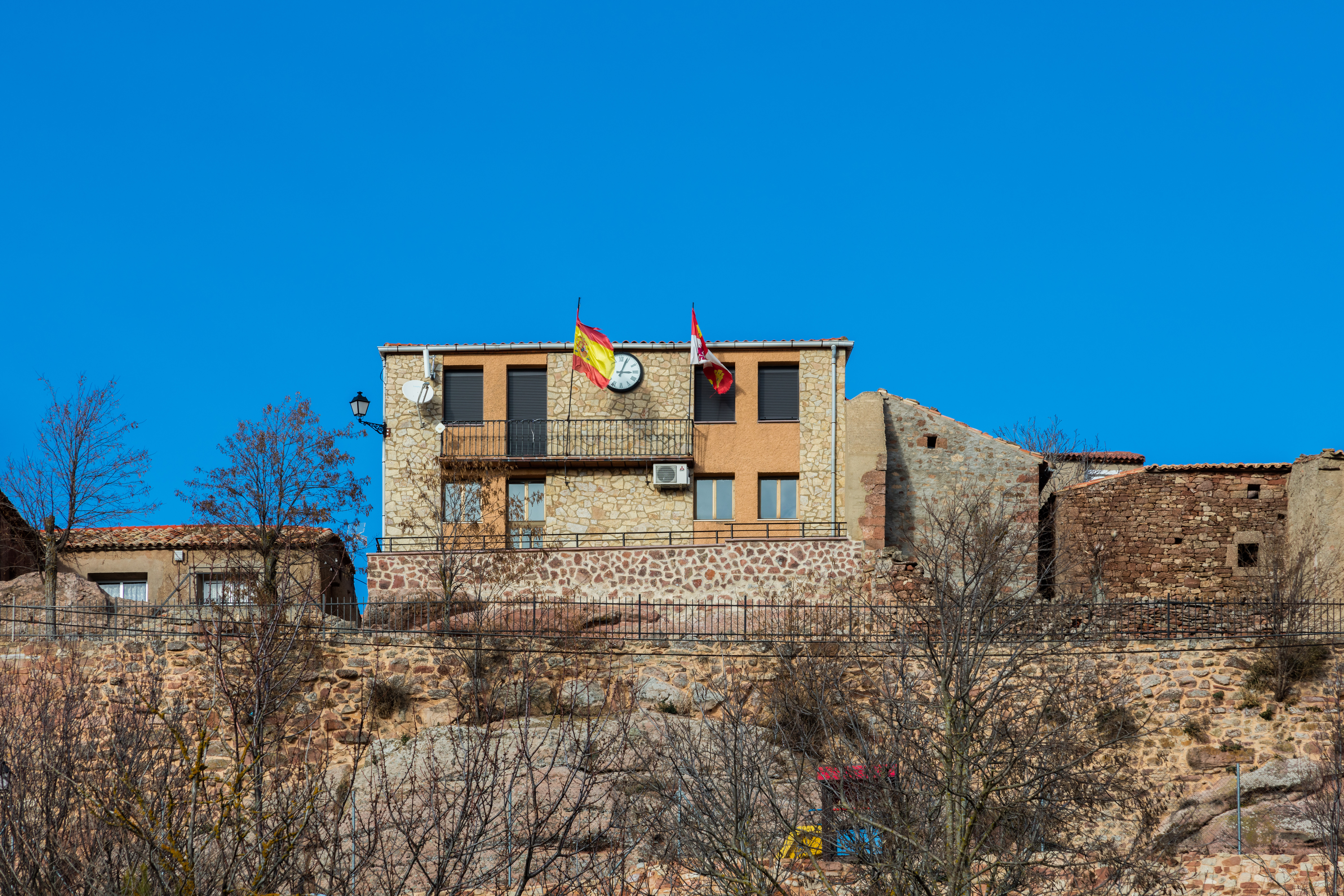
Rathaus